# ФК Куийн ъф дъ Саут
ФК „Куин ъф дъ Саут“ (на английски: Queen of the South Football Club) е шотландски футболен отбор от град Дъмфрийс. Основан е през 1919 г. от сливането на трите тогавашни местни клуба. Играе своите домакински мачове на стадион "Палмърстън Парк„. Прозвището на играчите на отбора „Дъ Дунхеймърс“ идва от названието на жителите, които обитават района около град Дъмфрийс. Дебютира в професионалния футбол на Шотландия през сезон 1950 – 1951 г. като играе в тогавашната Дивизия-2. През 2002 – 2003 г. спечелва турнира за Шотландската Чалъндж Къп срещу ФК Брихин Сити като побеждава на финала с 2 – 0.

## Клубни рекорди
Рекордна победа: 11 – 1 срещу ФК Странрар, Купа на Шотландия, 16 януари 1932
Рекордна загуба: 2 – 10 срещу ФК Дънди, Шотландска първа дивизия, 1 декември 1962
Рекордно посещение на „Палмърстън Парк“: 26 552 зрители срещу Хартс, Купа на Шотландия, 23 февруари 1952
Рекордно посещение извън Дъмфрийс: 53 000 зрители срещу ФК Рейнджърс, Полуфинал за купата на Шотландия, 1950
Рекорден брой точки (по системата 2 точки при победа): 55, Шотландска Втора дивизия, 1985/86
Рекорден брой точки (по системата 3 точки при победа): 67, Шотландска Втора дивизия, 2001/02
Най-популярен играч: Били Хулистън, изиграл 3 мача за националния отбор на Шотландия
Рекорден брой участия: Алън Бол (вратар) – 731 мача (819 в мачове за купите и приятелски мачове) за периода между 1963 и 1982
Най-дълго участвал играч: Иън Макчесни – от 1960 до 1981 (587 мача и 79 гола)
Рекордьор-голмайстор: Джим Патърсън – 251 гола, 11 хеттрика и 462 мача за периода от 1949 до 1963
Рекордьор по голове в лига за един сезон: Джими Грей – 37 гола през сезон 1927/28
Рекордьор по голове във всички турнири за един сезон: Джими Ръдърфорд – 41 гола през сезон 1931/32
Рекорден трансфер: Анди Томсън – 250 000 £ продаден във ФК Саутенд Юнайтед, 1994
Най-възрастен играч: Али Маклиод участва в мача срещу „ФК Сейнт Мирън“ на 61-годишна възраст през април 1992
Първи мач на електрическо осветление: на 7 март 1956 срещу „ФК Рейнджърс“, стадион „Айброкс Парк“, Глазгоу (резултат 8 – 0 за „ФК Рейнджърс“).
Най-високи прожектори на стадион в Шотландия: „Палмърстън Парк“ – 85 фута
Най-бърз хеттрик: Томи Брайс, за 1 минута и 46 секунди (рекорд на Гинес)
Първи мач на осветление на стадион „Палмърстън Парк“: 29 октомври 1958 г. в приятелски мач срещу английския ФК Престън Норт Енд.
Финал за купата на Шотландия: 24 май 2008, загуба срещу ФК Рейнджърс с 2 – 3, стадион „Хемпдън Парк“, Глазгоу

## Български футболисти
- Николай Тодоров: 2018 (8 мача - 1 гола)